# Dąbrowica (Mysłakowice)
Dąbrowica (Eichberg) in Polen liegt in der Woiwodschaft Niederschlesien und im Powiat Karkonoski. Es gehört zur Landgemeinde Mysłakowice und ist ein schlesischer Wallfahrtsort.

## Geografie
Das Dorf liegt 345–390 m über dem Meeresspiegel zwischen dem Tal des Bober (ein linker Nebenfluss der Oder) und dem Berg Molken (polnisch: Koziniec) (462 m), am Fuße der Wzgórza Dziwiszowskie, die zum Hirschberger Tal gehören.

## Geschichte
Im Jahr 1837 entstand im Ort am Fluss Bober die zweite mechanische Papierfabrik Schlesiens. Die ersten Besitzer der Fabrik waren Friedrich Wilhelm Schlöffel und Johann Eduard Kießling. Zunächst wurde die Anlage mit Wasserkraft betrieben, seit 1857 mit einer Dampfmaschine. Nach und nach wurden weitere Gebäude errichtet wie Arbeiterwohnhäuser, eine Küche, ein Speisesaal, ein Schlafsaal, eine Schule und ein Kindergarten. Im Oktober 1869 wurde von freiwilligen Arbeitern der Papierfabrik eine örtliche Feuerwehr gebildet nach dem Muster der freiwilligen Feuerwehr des benachbarten Hirschberg. 1887 lieferte die Fabrik rund 100 Zentner Papier täglich. Seit 1872 würde Büttenpapier produziert, Kunde war die Reichsbank. In der Zeit zwischen den Weltkriegen produzierte das Unternehmen auf zwei Papiermaschinen weiße und farbige Normalpapiere sowie Bücher- und Schreibpapiere. Während des Zweiten Weltkrieges arbeiteten hier Kriegsgefangene, die im Schloss Schildau in Wojanów (deutsch: Schildau) untergebracht waren.

## Sehenswürdigkeiten
Unter Denkmalschutz stehen heute:
- Die ehemals Evangelische Kirche, heute römisch-katholische Filialkirche Unserer Lieben Frau von Tschenstochau mit dem Bild Muttergottes von Jasna Góra für die Krankenheilung (Kościół pw. Matki Bożej Częstochowskiej – Sanktuarium MB Jasnogórskiej Pani Uzdrowienia Chorych)

- Die Schlossanlage aus dem 17.–19. Jahrhundert mit Schlosspark

- Bei dem sogenannten Molkenschloss auf dem Molkenberg handelt es sich um die Überreste einer Burgruine. Im Mittelalter befand sich hier eine Verteidigungsburg, noch in der ersten Hälfte des 19. Jahrhunderts sollen ein Turm und zwei Tore zu gewesen sein. Derzeit bedecken die Überreste einer Verteidigungsanlage auf dem felsigen Kamm eine Fläche von etwa 14 × 30 m.

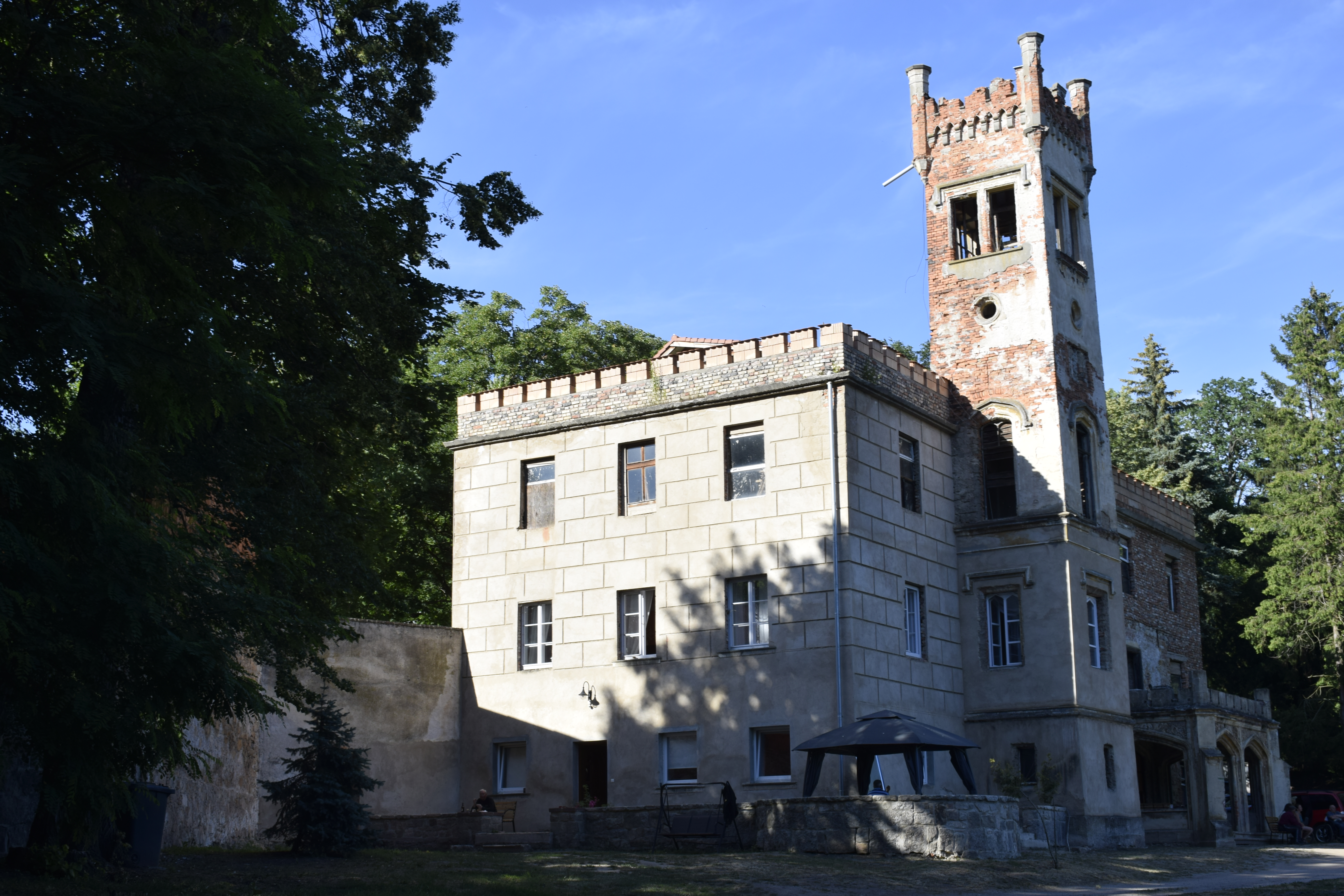
Das Schloss
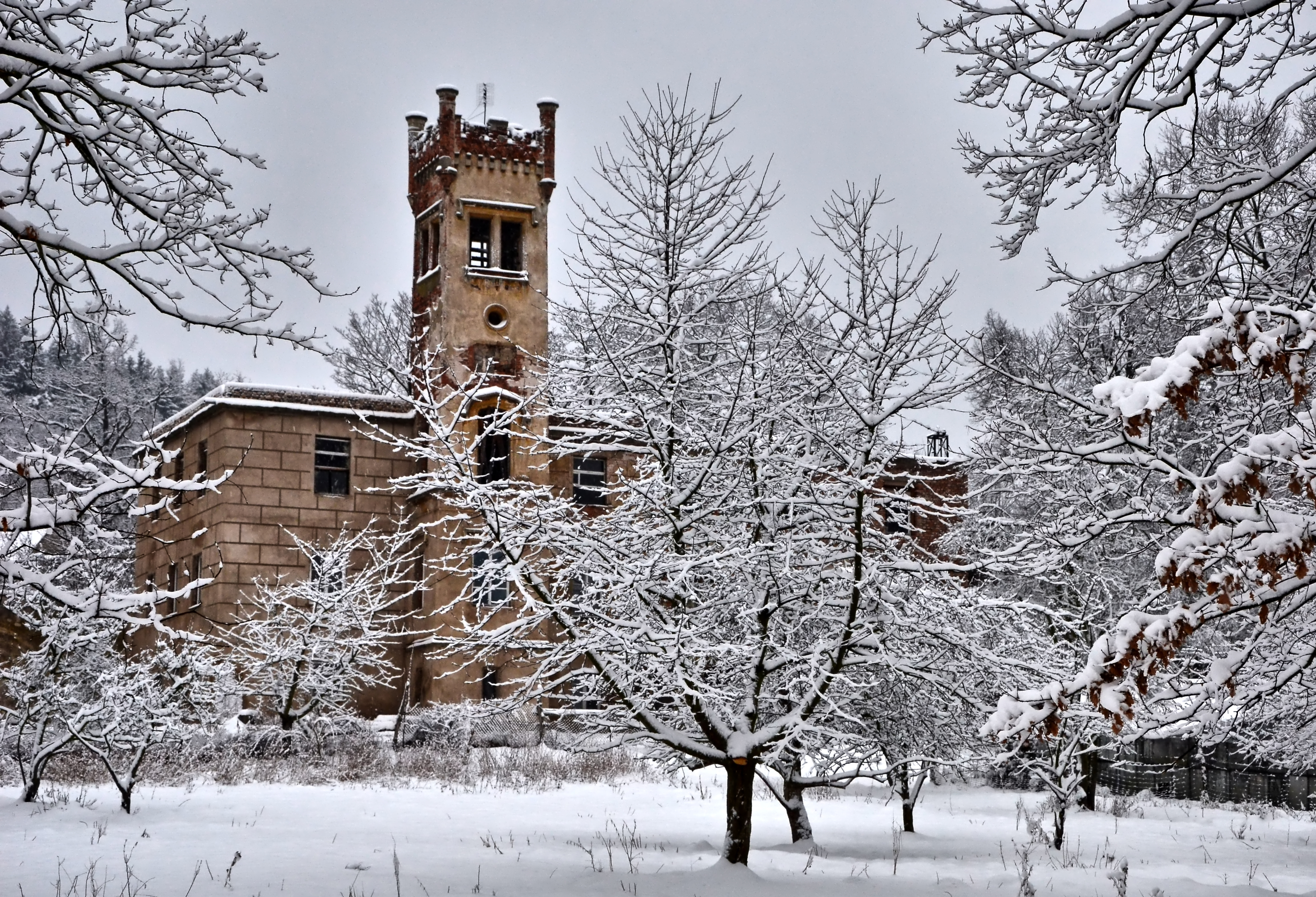
Schloss und Park
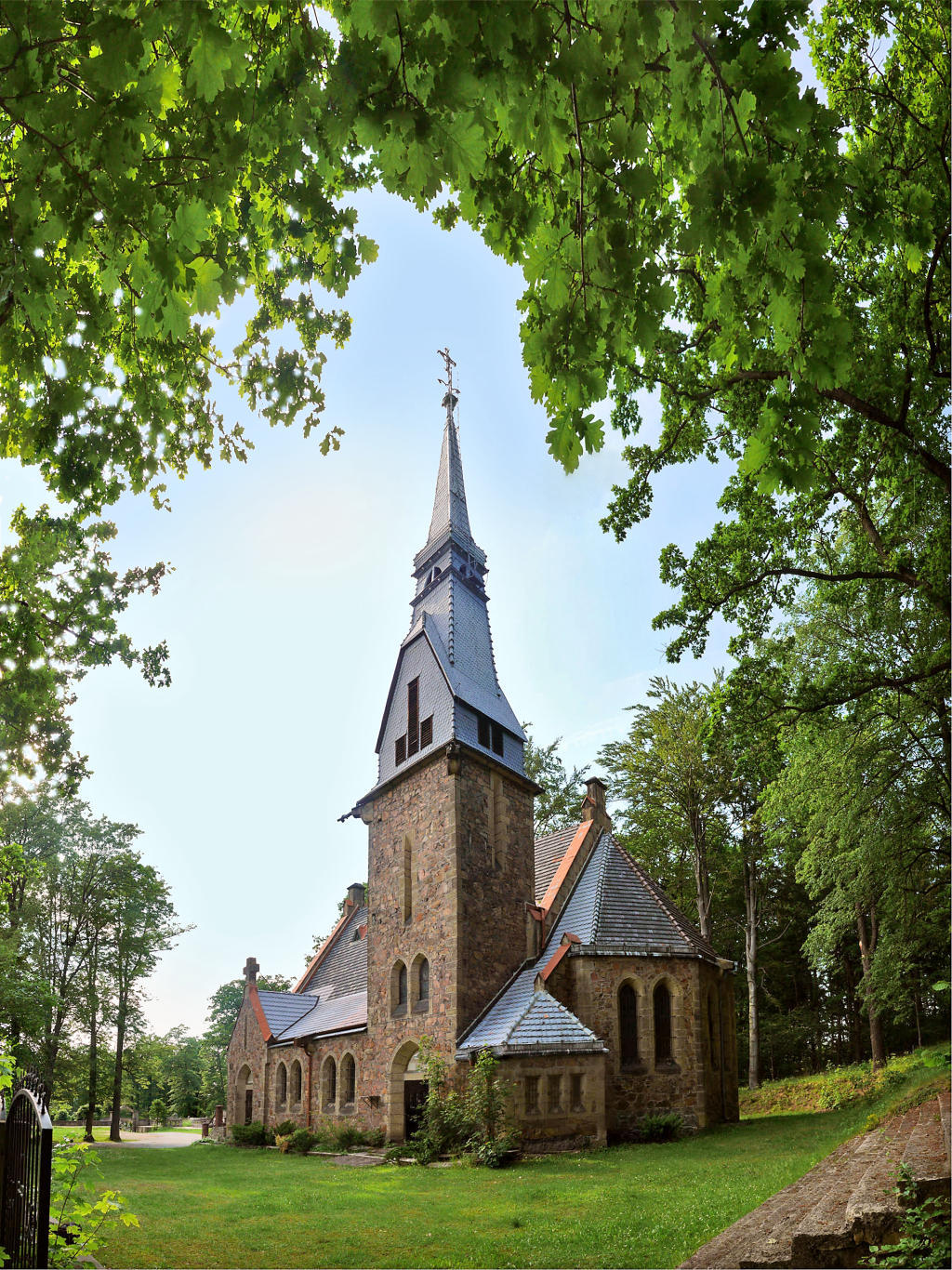
Wallfahrtskirche der hl. Madonna von Tschenstochau
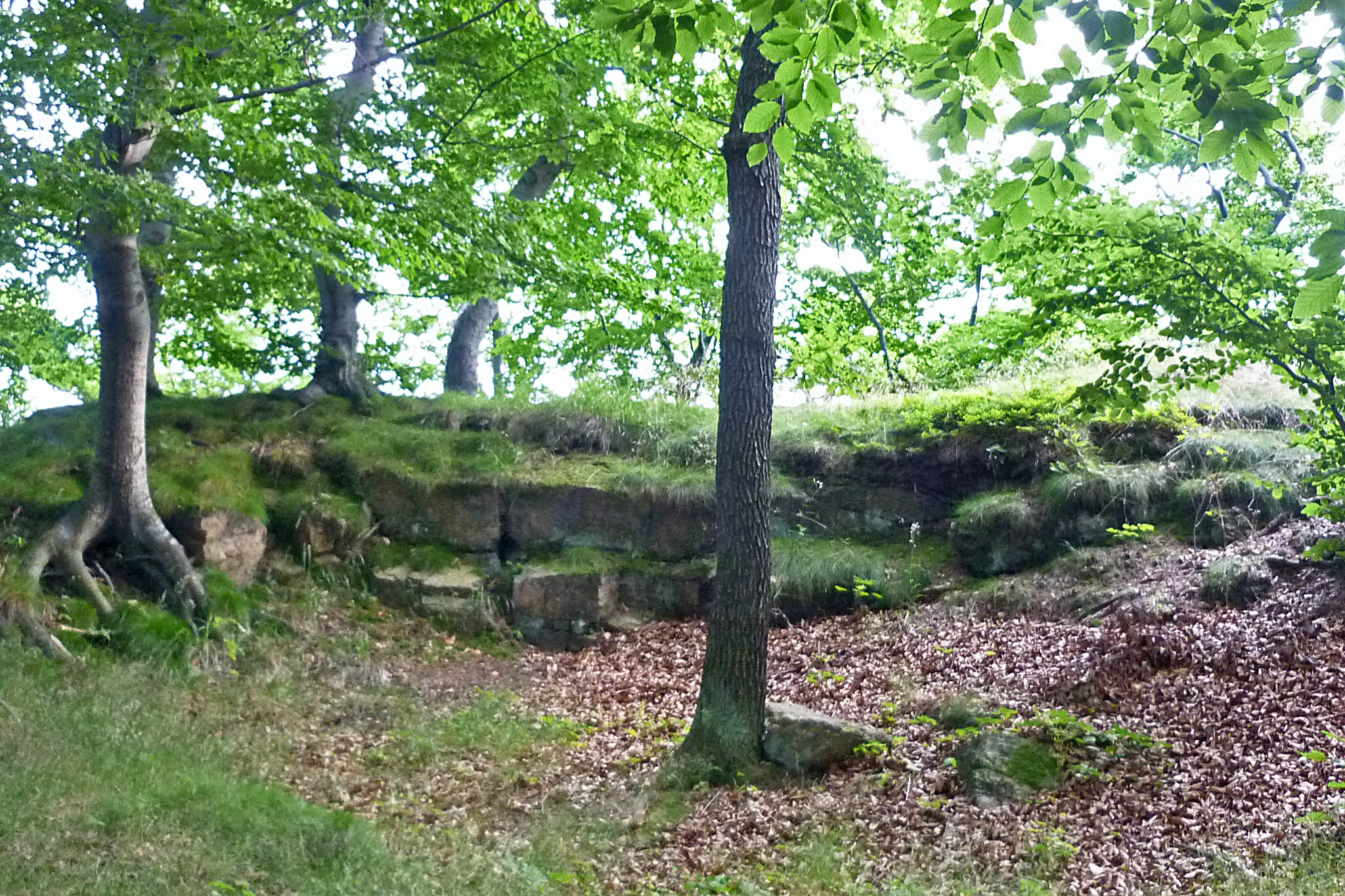
Die Reste der Burgruine auf dem Molkenberg